# Khilji-Dynastie

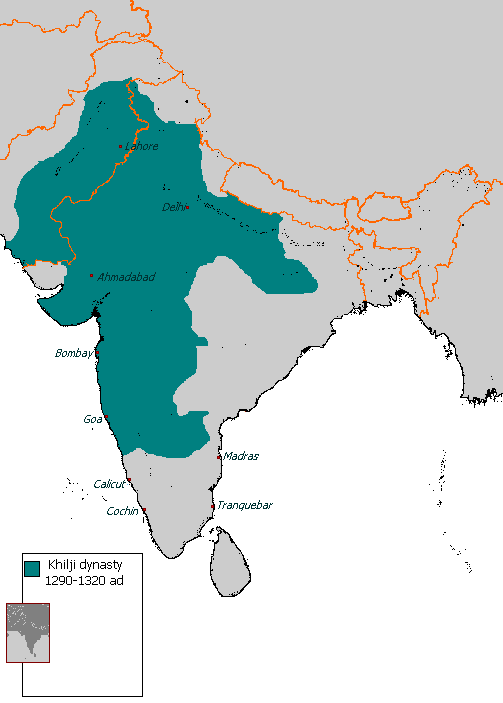
Reich der Khilji-Dynastie

Die Khilji- oder Khalji-Dynastie (persisch سلطنت خلجی Sultanat Childschi, DMG Sulṭanat Ḫilǧī) war eine Dynastie im 1206 gegründeten nordindischen Sultanat von Delhi. Sie folgte im Jahr 1290 auf die Sklavendynastie und wurde 30 Jahre später von der Tughluq-Dynastie abgelöst.

## Geschichte
Ikhtiar Uddin Muhammad bin Bakhtiar Khilji, einer der Generäle Qutb-ud-Din Aibaks, eroberte im späten 12. Jahrhundert Bihar und Bengalen. Die Khiljis waren Vasallen der Sklavendynastie des Sultanats von Delhi. Jalal ud din Firoz Khalji übernahm im Jahr 1290 die Kontrolle über das Sultanat von Delhi. Sein Neffe und Schwiegersohn Ala ud din Khilji (reg. 1296–1316) gilt als bedeutendster Herrscher der Dynastie, da er erfolgreich mehrere mongolische Invasionen zurückschlagen konnte. Eine kurze Spätblüte erlebte die Dynastie unter seinem Sohn Qutb-ud-din Mubarak Shah (reg. 1316–1320), der jedoch von seinem Heerführer Khusrau Khan ermordet wurde. 
spätere Nebenlinie
Mahmud Khilji war seit dem Jahr 1436 Herrscher von Malwa. Seine Nachfolger beherrschten von Mandu aus die Region bis zu ihrer Eroberung durch den Sultan von Gujarat (1531).
Einige Nachfahren der Khiljis leben heute in Alexandria (Virginia) in den Vereinigten Staaten.

## Khilji (Khalji) Dynastie (1290–1320)
- Jalal ud din Firoz Khalji (1290–1296)
- Ibrahim I. (1296)
- Muhammad I. Ala ud-Din Khalji (1296–1316)
- Schihab ud din Omar (1316)
- Qutb-ud-din Mubarak Shah (1316–1320)
- Nasir ud-din Chusrau (1320)

## Khilji-Sultane von Malwa (1436–1531)
- Mahmud Khilji (1436–1469)
- Ghiyas ud din Khilji (1469–1500)